# Mikołaj Chabielski

Wieniawa herb Chabielskich

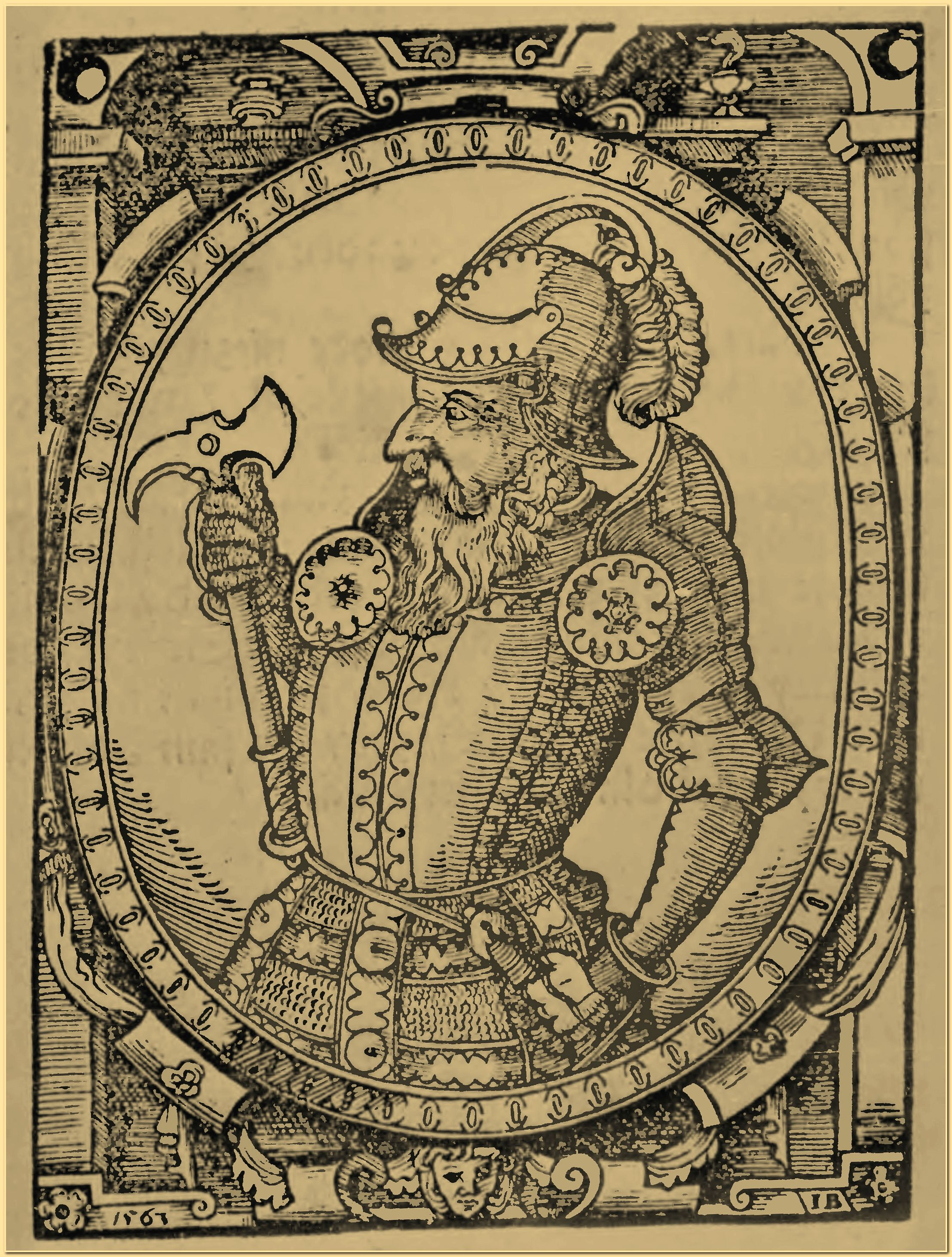
Żołnierz – rycina z książki M. Chabielskiego

Mikołaj Chabielski (ur. XVI w., zm. po 1615) – polski szlachcic herbu Wieniawa z Chabielic w ziemi sieradzkiej.
Zawodowy żołnierz, artylerzysta, pisarz polityczny. W młodości przez kilkanaście lat walczył jako żołnierz zaciężny w Niderlandach, Niemczech i na Węgrzech. W bliżej nieznanych okolicznościach, prawdopodobnie podczas wyprawy Zamoyskiego do Mołdawii (1595), dostał się do niewoli tureckiej. Wcielony do armii osmańskiej, brał udział (jako artylerzysta) w wojnach imperium tureckiego w Etiopii i Persji. Poznał dobrze Turcję, jej prowincje i miasta a szczególnie Konstantynopol i Brussę, był zauroczony tym miastem: Prawie cudownie, pozostawił jej dokładny opis. 
Po powrocie do ojczyzny około 1613, napisał niewielkie dzieło pt. Pobvdka Narodom Chrzescianskim: W iedność miłości Chrześciańskiey Na Podniesienie Woyny zgodnie przeciwko nieprzyiacielowi Krzyża Swiętego: Do Tego Przydany Iest Sposob Obrony, iaki ma być przeciwko nieprzyiacielom Krzyża Swiętego, y Wierszem wyznanie niewymownego dobrodzieystwa Bożego y pienie.
Wolumin ten wydrukowano w 1615 w krakowskiej Drukarniey Mikołaia Loba.
Publikacja ta była formą manifestu do króla Zygmunta III Wazy i rządu koronnego. Traktatem wzywającym do wojny. Rozprawą o obronie granic Rzeczypospolitej przed Tatarami, o przygotowaniach i sposobach prowadzenia działań wojennych z Turcją. Chabielski oprócz opisu sposobów walki i organizacji armii osmańskiej, opisał też w ciekawy sposób Turcję, jej miasta oraz zwyczaje panujące w imperium.
Utwór oprócz pragmatycznych, zawierał idealistyczne poglądy. Napisał w nim Chabielski m.in.: o potrzebie stworzenia z państw europejskich koalicji skierowanej przeciw imperium osmańskiemu. A po pokonaniu Turcji sugerował podział Europy na dwanaście chrześcijańskich królestw i utworzenie cesarstwa ze stolicą w Konstantynopolu. Cesarz byłby wybierany wśród władców owych królestw, przy nim miała działać rada złożona z przedstawicieli poszczególnych państw. Cesarstwo miało strzec zgody i pokoju wśród narodów chrześcijańskich.
Mikołaj Chabielski przygotował też wersję Pobudki w języku łacińskim, dla świata. W 1675 w dobie wojen z Turcją wydano pismo Chabielskiego po raz drugi.